# Balazsér
Balazsér (ukránul Балажер (Balazser), 1967–1993 között Іванівка (Ivanyivka / Ivanivka), oroszul Ивановка (Ivanovka)) falu Ukrajnában, Kárpátalján, a Beregszászi járásban.

## Fekvése
Beregszásztól 7 km-re északra fekszik, társtelepülése Makkosjánosi.

### Éghajlat
Éghajlata mérsékelten kontinentális. Az átlagos hőmérséklet 11 °C. Július az év legmelegebb hónapja, átlag 21,9 °C. Januárban jellemző a legalacsonyabb hőmérséklet, átlag -1,6 °C. 820 mm az éves csapadékmennyiség.

## Története
Balazsér nevét az oklevelek 1323-ban említették először „Balasey” néven.
A település a Káta nemzetségből származó Gabriel fia Tamásnak János nevű fiának öröklött birtoka volt, melyet az erdődi ispán, mint királyi javat elfoglalt. 1327-ben Károly Róbert király a birtokot visszaítélte Jánosnak. 1461-ben Surányi Zsigmondnak és fiainak birtoka volt. 1567-ben Miksa magyar király seregei portyázásaik során e falut is feldúlták.
A 18. század végén Vályi András így ír róla: „BALÁSÉR. Balaziova. Magyar falu Bereg Vármegyében, birtokosai több Uraságok, lakosai katolikusok, és ó hitűek, fekszik a’ Munkátsi járásban. Határbéli földgye középszerű, réttye jó, és némelly helyen sarjút is terem, legelője elég, ’s mind a’ kétféle fája a’ mennyi szűkséges, szőlei termők, piatzozásai a’ szomszédságban; de mivel néha határját a’ víz járja, második Osztálybéli.”
Fényes Elek 1851-ben kiadott geográfiai szótárában így ír a faluról: „Balazsér, Balasijovo, magyar-orosz falu, Beregh vmegyében,, ut. p. Beregszászhoz 1 mfd. 29 r. kath., 185 g. kath., 415 ref., 30 zsidó lak. Ref. anyatemplom. Van termékeny földe, rétje, szőleje, erdeje. F. u. Buday, Dolmay, b. Perényi, sat.”
A település a trianoni béke előtt Bereg vármegye Tiszaháti járásához tartozott. Az első világháborút követően a községet a mesterségesen létrehozott Csehszlovákiához csatolták, majd 1938-tól ismét Magyarországhoz tartozott 1944 őszéig, amikor a szovjet csapatok megszállták.
Ennek következtében 1945-ben az Ukrán Szovjet Szocialista Köztársaság, s ezzel együtt a Szovjetunió részévé vált. 1991 óta a független Ukrajna része.

## Népessége
- 1910-ben 646 lakosából mind a 646 (100%) magyarnak vallotta magát. Ez az etnikailag tökéletesen egységes falu ugyanakkor felekezetileg erősen heterogén képet mutatott: református 293 (45,3%), görögkatolikus 263 (40,7%), izraelita 61 (9,4%), római katolikus 29 fő (4,5%) volt.
- A 2001-es ukrajnai népszámlálás során a lakosság elérte a 816 főt, melynek 90,3%-a magyar, 9,3% ukrán, 0,4% orosz anyanyelvűnek vallotta magát.[4]

## Nevezetességek
- Református temploma.
- Görögkatolikus temploma 1897-ben épült, Szent Péter és Pál tiszteletére szentelték fel.